# Prom Queen
«Prom Queen» (рус. Королева выпускного) — двадцатый эпизод второго сезона американского музыкального телесериала «Хор», показанный телеканалом Fox 10 мая 2011 года. В эпизоде хор школы Маккинли получает возможность выступить на выпускном вечере для младшей школы, а пять членов хора борются за звание короля и королевы бала. В эпизоде в качестве приглашенной звезды возвращается актёр Джонатан Грофф в роли Джесси Сент-Джеймса, который просит прощения у Рейчел.
В серии прозвучали кавер-версии шести песен, среди которых наибольшей похвалы удостоились «Rolling in the Deep» и «Isn’t She Lovely». Все шесть треков были выпущены в качестве синглов посредством цифровой дистрибуции, и занимали места в чартах Billboard Hot 100 и Canadian Hot 100, а три, «Rolling In The Deep», «Isn’t She Lovely» и «Dancing Queen», вошли в альбом Glee: The Music, Volume 6.

## Сюжет
Накануне младшего выпускного вечера фаворитами на звание короля и королевы бала являются члены хора Финн Хадсон (Кори Монтейт) и его девушка Куинн Фабре (Дианна Агрон). Пак (Марк Саллинг) узнаёт, что его отношения с Лоурен Зайзис (Эшли Финк) лишили его репутации школьного хулигана, и потому он решает вернуть её, подлив алкоголь в пунш на вечеринке. Тем временем Дейв Карофски (Макс Адлер) и Сантана Лопес (Ная Ривера) активизируются в должности школьных блюстителей порядка, а Карофски сопровождает Курта из класса в класс ради его безопасности.
Директор Фиггинс (Айкбал Теба) просит хор выступить на выпускном. Мерседес (Эмбер Райли) и Рейчел (Лиа Мишель) просят Сэма Эванса (Корд Оверстрит) пригласить их на выпускной вечер и пойти втроём в качестве друзей. На вечеринке появляется бывший бойфренд Рейчел — Джесси Сент Джеймс (Джонатан Грофф), который унизил Рейчел во время последней встречи, забросав яйцами. Он просит у неё прощения, присоединяется к компании на выпускном и поёт импровизированный дуэт «Rolling in the Deep».
Курт Хаммел (Крис Колфер) приглашает Блейна Андерсона (Даррен Крисс) в качестве пары на выпускной. Блейн говорит, что выпускной — не место, где должны появляться такие, как они, и в прошлый раз, когда он был на младшем выпускном в своей старой школе, его избили гомофобы, однако соглашается пойти с Куртом. Курт показывает ему, Финну и своему отцу Барту (Майк О’Мэлли) свой экстравагантный наряд, что беспокоит всех троих. Однако Курт полон решимости надеть его, а в школе, когда замечает, что гомофобные угрозы в его адрес прекратились, он предлагает Карофски совершить каминг-аут на выпускном. Тот отказывается, но в слезах просит прощения у Курта за то, что угрожал ему.
Арти Абрамс (Кевин Макхейл) поёт для Бриттани (Хизер Моррис) песню «Isn’t She Lovely?» Стиви Уандера, но она отказывается пойти с ним на выпускной. Отчаявшись, Арти решает помочь Паку добавить алкоголь в пунш. На вечеринке Пак, Арти и Сэм поют кавер-версию «Friday» Ребекки Блэк, Рейчел — «Jar of Hearts», а Блейн — «I’m Not Gonna Teach Your Boyfriend How to Dance with You». Расстроенный воссоединением Джесси и Рейчел, Финн не выдерживает и оставляет Куинн, развязывая драку с Джесси, за то, что тот вернулся после унижения Рейчел. Сью Сильвестр (Джейн Линч) ловит Арти, когда тот пытается подлить алкоголь в пунш, однако тот говорит ей, что не хотел подставлять Пака, зная, что это плохо закончится, и потому подлил в пунш безалкогольный лимонад.
Карофски становится избранным королём бала, а королевой, на удивление остальных, выбирают Курта, обманом добавив его имя в список. Курт в слезах покидает вечер; Блейн говорит ему, что он именно это и имел в виду — даже если их гомосексуальность, казалось бы, приняли, и это не выражается в физических угрозах, шанс унизить их недоброжелатели не упустят. Он советует ему смириться и забыть, однако Курт решает вернуться и показать остальным, что его это не задело. Он получает корону со словами «Завидуй, Кейт Миддлтон» и срывает овации. Перед традиционным танцем между королём и королевой Курт предлагает Карофски признаться в своей ориентации. Карофски отказывается и покидает зал; его место занимает Блейн и танцует с Куртом.

## Реакция
В период работы над сценарием и съемками эпизода одна из сотрудниц Николь Кроутер написала в своём аккаунте в Twitter о том, кто получит титул короля и королевы бала, на что Брэд Фэлчак, один из создателей шоу, ответил ей: «Надеюсь, вы обучены делать что-либо ещё, кроме работы в сфере развлечений. Кто вы такая, чтобы портить то, что талантливые люди создавали месяцами?». В результате Кроутер была уволена, а позже она сообщила, что не имела отношения к работе над сериалом, начиная с октября 2010 года, а опубликованная ею информация была получена не на съёмочной площадке, а на одной из вечеринок, а потому нарушение контракта по неразглашению информации не может иметь место. После скандала с разглашением спойлера часть эпизода была переснята, в частности, момент, когда Монтейт фотографируется рядом с Агрон, у которой на голове тиара, что раскрывает первоначальный сценарий, согласно которому корону должна была получить Куинн, героиня Дианны Агрон.
Эпизод получил преимущественно положительные отзывы критиков. Роберт Каннинг из IGN поставил ему 7,5 баллов из 10, что эквивалентно оценке «хорошо», назвав эпизод достойным, а также отметив, что хорошим ходом было связать с выпускными сюжетные линии практически всех персонажей, а не каких-то отдельных, однако, по его мнению, ситуация с Куртом, его короной и разговором между ним и Блейном разрешилась слишком быстро и переросла в «счастливый конец». Он также назвал отношения Рейчел-Джесси и Финн-Куинн «поверхностными», и его мнение разделила Меган Браун из The Atlantic, которая охарактеризовала их как «мелочные и натянутые». Её оценка эпизода оказалась средней, кроме первой сцены между Куртом и Карофски возле класса, которую она назвала «острой и болезненной». Али Семигран из MTV написал, что эпизод оказался не таким цепляющим и сильным, как прошлый, «Rumours», но включал хорошие моменты, как драматические, так и комедийные. Тодд ВанДерВерфф из The A.V. Club в своей рецензии написал: «Если бы вся серия была такой, как последние 10 минут, то это было бы, безусловно, лучшее шоу на телевидении».
Игра Криса Колфера была удостоена отдельной похвалы от нескольких рецензентов. Семигран высказался, что «вне зависимости от материала, Колфер выбивает из него всё, что можно показать». Джеймс Понивозик из Time добавил, что после таких эпизодов для сериала «важно держать в руках такого актёра, как Крис Колфер». Сцена демонстрации выпускного наряда с Куртом, Блейном, Финном и Бартом была выделена Дженной Маллис из ''E! Online'', которая написала, что в этот момент для нескольких персонажей грядущие события превратились в «нечто большее, чем просто выпускная вечеринка». Однако Меган Браун посчитала, что в победе Курта в конкурсе королев не было логики, а действия директора Фиггинса в этот момент не поддаются здравому смыслу, однако задумка создателей, нацеленная на демонстрацию того, как можно стать изгоем даже в выпускной вечер, достойна похвалы. ВанДерВерфф также отметил, что тут «„Хор“ каким-то образом нашёл способ показать и хорошие, и плохие черты обычной средней школы».